# Mastava
La mastava (o mastoba) è una zuppa della cucina uzbeka a base di carne, riso e pomodori (o salsa di pomodoro). È uno dei piatti più popolari dell'Uzbekistan.
La carne tipicamente usata è quella di montone, sebbene in alternativa si possa usare l'agnello o il vitello. Pomodori freschi o salsa di pomodoro vengono aggiunti in base alla disponibilità stagionale. In Afghanistan il piatto è noto come maushawa e viene preparato con qorma, kofta, aneto, fagioli e ceci, ed è solitamente piccante. Può essere consumato sia come antipasto che come portata principale.
In Tagikistan questa zuppa prende il nome di mastoba ed è preparata soffriggendo dapprima il montone con i pomodori e altre verdure, poi aggiungendo dell'acqua e lasciando cuocere per 20 minuti. Vengono infine aggiunti il riso e una sorta di latte acido chiamato katyk. Viene consumato prevalentemente la sera ed è accompagnato con del pane basso.